# マンキラーズ/ブロンド虐殺コマンドー
『マンキラーズ/ブロンド虐殺コマンドー』（マンキラーズ/ブロンドぎゃくさつコマンドー、原題：Mankillers、別題：12 Wild Women）は、1987年公開のアメリカ合衆国のアクション映画。
デヴィッド・A・プライアーが脚本と監督を担当した。
別題では『12 Wild Women』となっているにもかかわらず、『マンキラーズ』には12人ではなく15人の女性がコマンド部隊のメンバーとして登場する。

## あらすじ
CIAの女性エージェントが、麻薬カルテルと人身売買組織に雇われている裏切り者を見つけ出し、その行動を阻止するために、コロンビアで女性だけの戦闘部隊を訓練し指揮することになる。しかし、彼女が採用したのは、殺人犯や反社会的人格者、銀行強盗など、刑務所の囚人ばかりであった。このミッションが成功すれば、犯罪歴の抹消を保証された彼女たちは、過去に犯罪に手を染めた「経験」から、何らかの洞察力や技術を身につけていた。しかし、ミッションに特化した訓練のほとんどで、チームワークや自己犠牲、命令に従ってミッションの目的を達成する能力などを身に着けることが要求され、上手くこなすことができないまま訓練は進んでいく。

## キャスト
- Jack Marra - Edd Byrnes
- Joan Hanson - ゲイル・フィッシャー（英語版）
- Sgt. Roberts - エディ・ウィリアムズ
- Rachael McKenna - Lynda Aldon
- John Mickland - William Zipp
- Maria Rosetti - Christine Lunde
- Terry Davis - Suzanne Tegmann
- Roxanne Taylor - Marilyn Stafford
- Bruno - Paul Bruno
- Williams - Bryan Clark
- Vicki Thompson - Thyais Walsh
- Christine Rollins - Bainbridge Scott
- Trish Daniels - Cyndi Domino
- K.C. Grimes - Amber Star
- Mannetti - John Taylor
- Margaret Skinner - Sheila Best
- Vannesa Shaw - Naomi Delgado
- Lisa Leonardo - Arlene Julian
- Shannon Smith - Veronica Carothers

## 製作
1986年にアメリカ合衆国カリフォルニア州のリバーサイドとその周辺で撮影され、新たに設立されたアクション・インターナショナル・ピクチャーズの作品の一本として『デッドリー・プレイ/地獄のプラトーン』に引き続いて製作された。

## 公開

### リリース
『Mankillers』は2016年9月13日にDVDとブルーレイで発売された。